# Ricardo Rozzi
Ricardo Rozzi (Santiago del Cile, 6 ottobre 1960) è un filosofo e biologo cileno.

## Biografia
È docente presso l'University of North Texas (UNT) negli Stati Uniti e l'Università di Magellano (UMAG) in Cile. La sua ricerca combina entrambe le discipline attraverso lo studio delle interrelazioni tra i modi di conoscere e abitare il mondo naturale, proponendo un feedback continuo e dinamico tra i due domini. Nella UNT, il suo lavoro forma parte del Centro di Filosofia Ambientale, Center for Environmental Phylosophy, principale centro di programmi di etica ambientale a livello globale (www.phil.unt.edu). Con queste università e l'Istituto di Ecologia e Biodiversità, ha stabilito il Programma di Conservazione Bioculturale Subantartica, con il suo approccio metodologico nel "campo della filosofia ambientale" e il quadro concettuale dell’"etica bioculturale" che integra le scienze ecologiche e la filosofia ambientale.

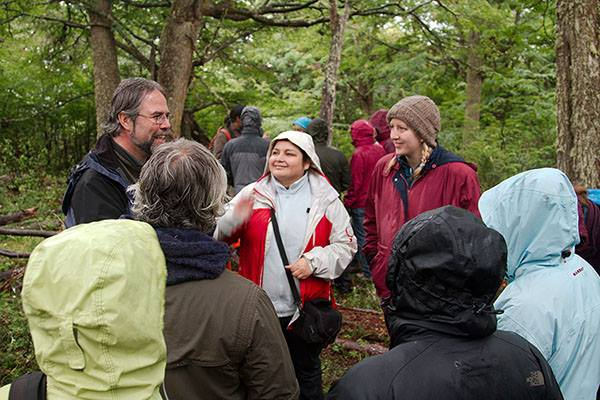
Il Dr. Ricardo Rozzi a Omora Park, Riserva della Biosfera del Capo Horn, Cile

In una recente revisione sull'impatto che ha avuto l’"etica della terra" di Aldo Leopold, il figlio, il fisiologo e ambientalista Carl Leopold, chiama il lavoro di Rozzi "un'etica ecologica" e la colloca in uno dei rami più giovani nell'albero genealogico associata al lavoro seminale di Aldo Leopold nella conservazione e filosofia ambientale. Insieme al suo lavoro teorico, Rozzi ha collaborato con il Ministero della Pubblica Istruzione del Cile, i programmi di ecologia nel Cortile scolastico (EEPE), e ha partecipato alla creazione della Fondazione e Stazione Biologica "Senda Darwin" (Chiloe, Cile), la Rete Latinoamericana dei Giardini Etnobotanici, il Parco Etnobotanico di Omora (Puerto Williams, Cile), e la Riserva della Biosfera Cape Horn (2005) nell’estremo australe dell'America UNESCO, al fine di integrare l'etica ambientale nelle pratiche di conservazione ed educazione in America Latina.
Come co-fondatore del Parco Etnobotanico Omora e responsabile scientifico nella proposta per la creazione della Riserva della Biosfera Capo Horn, il suo lavoro accademico ha sottolineato il legame tra benessere umano e conservazione nella diversità biologica e culturale. Ha proposto una conservazione ed un’etica bioculturale, oltre a nuove metodologie come la filosofia ambientale che integra le scienze ecologiche e l'etica ambientale in materia di istruzione, processo decisionale ed ecoturismo.

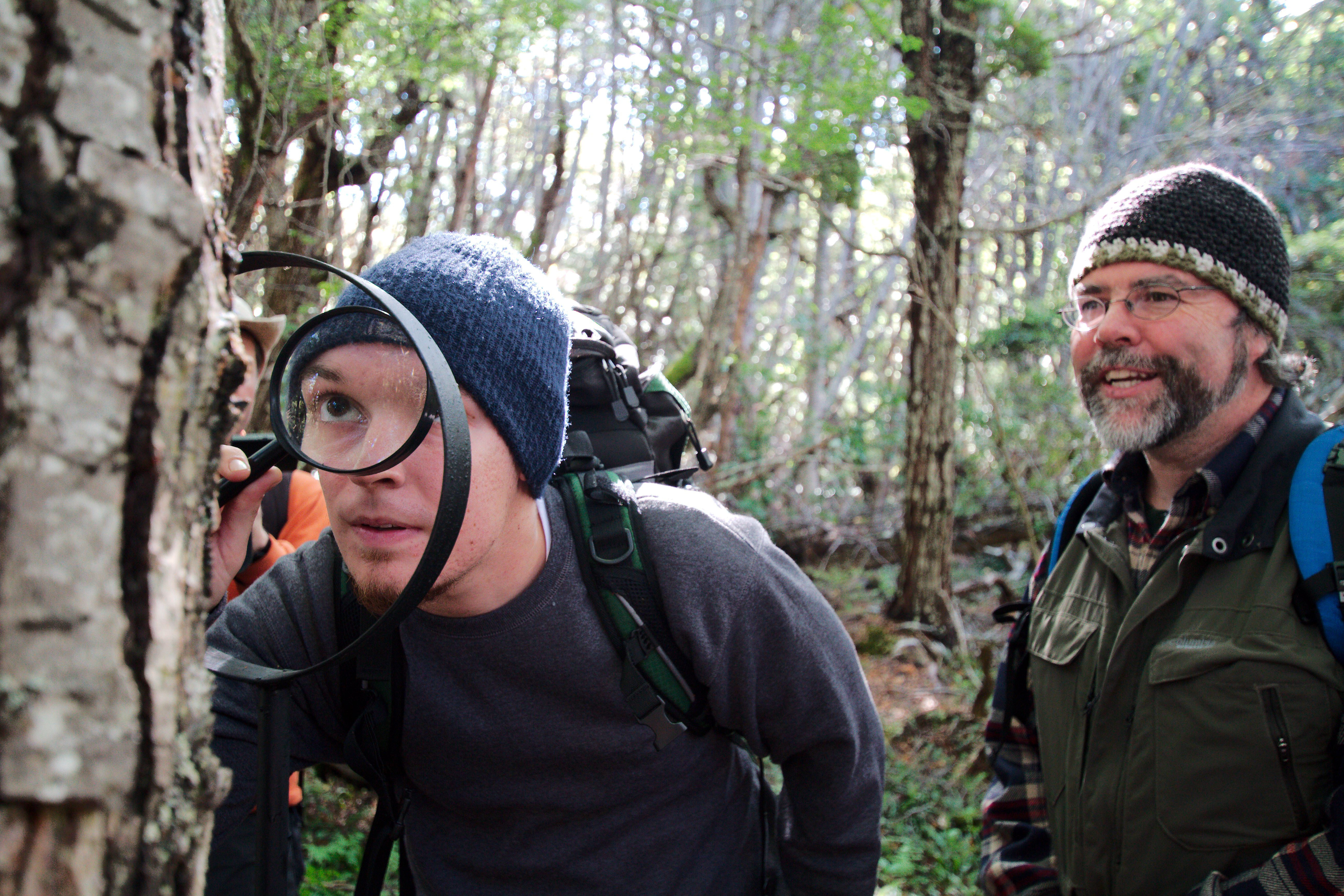
Ecoturismo Lupa in Omora Park

Ad esempio, sulla base della scoperta della grande diversità di licheni, muschi ed epatiche (più del 5% delle specie di muschi ed epatiche sono a meno dello 0,01% della superficie della Terra nell'ecoregione subantarctica nell’estremo sud-ovest del Sud America), Ricardo Rozzi e il suo team hanno coniato il termine "ecoturismo con lente di ingrandimento“, “Tourism with a Hand Lens”, e implementato questa nuova forma di turismo sostenibile nel Parco Etnobotanico Omora e nella Riserva della Biosfera Cape Horn. Rozzi ha sottolineato il ruolo della composizione di metafore e narrazioni semplici nelle attività con insegnanti e guide ecoturistiche, definite per esempio "foreste in miniatura di Capo Horn" alla rigogliosa diversità di muschi, licheni e fauna, per invitare la società di godere di questa piccola bellezza biotica, capire il loro valore estetico, spirituale, ecologico, etico ed economico, e promuovere un atteggiamento di conservazione nella consapevolezza di abitare un pianeta con una grande varietà di esseri viventi, linguaggi e culture umane.
Scrittore prolifico, i lavori di Ricardo Rozzi includono articoli, traduzioni e libri su una vasta gamma di argomenti che vanno dalla etno- ornitologia all’educazione ambientale e dalla filosofia alla conservazione. Uno dei suoi lavori più influenti è stato il manuale "Fondamenti di conservazione biologica: prospettive latinoamericane".
Per i suoi risultati accademici e il lavoro di conservazione ha ricevuto molti premi, tra cui:
- Dr. Ricardo Rozzi realiza taller de Ética Ambiental en Universidad de Monterrey2012 Partners of America

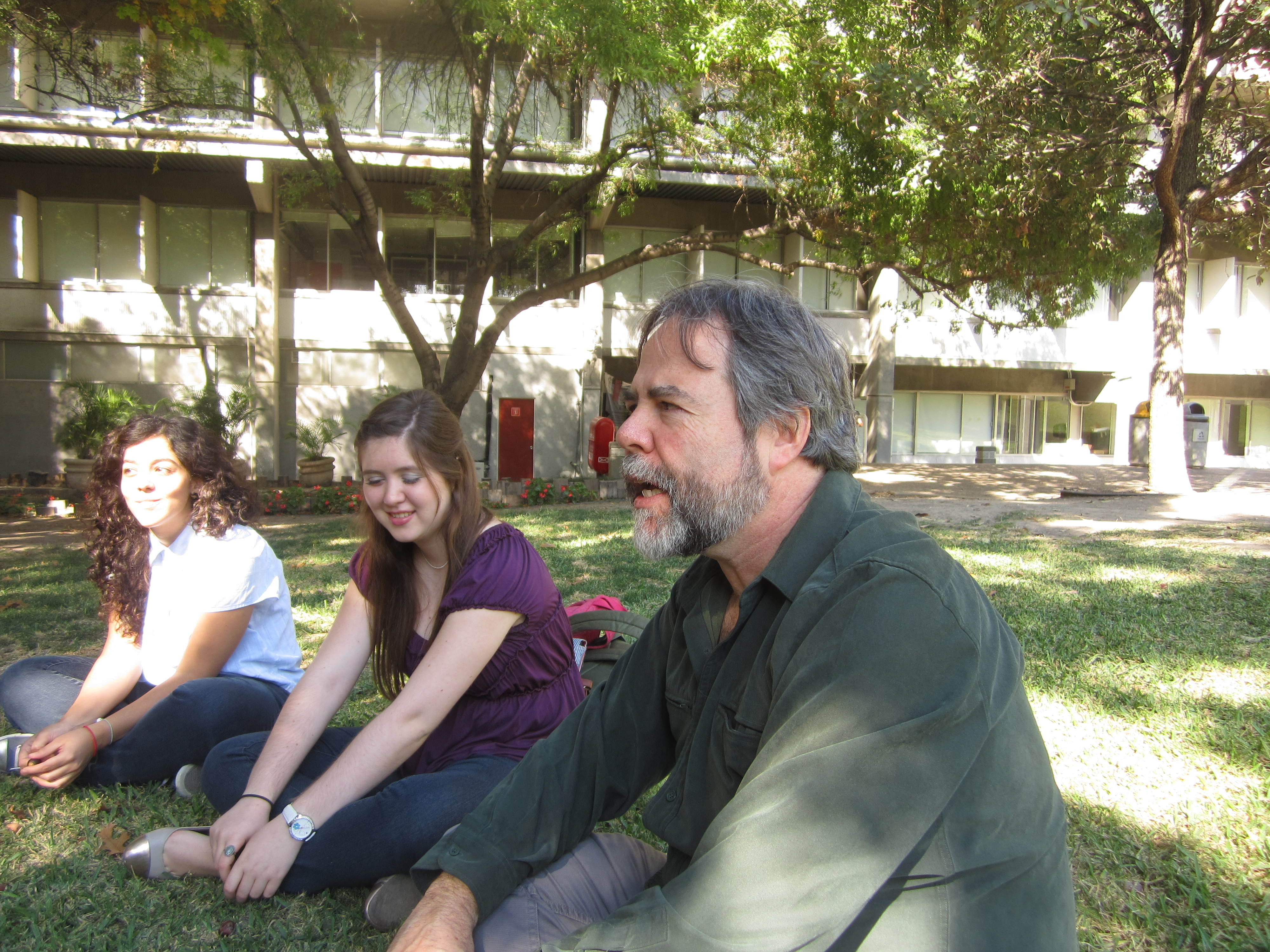
Dr. Ricardo Rozzi realiza taller de Ética Ambiental en Universidad de Monterrey

- 2010 Raanan Weitz Progetti Competition
- 2010, assegnato dalla "Weitz Center for Developmental Studies", Rehovot, Israel.
- 2009 "Citation for Distinguished Service to International Education“ dall'Università del Nort Texas, USA.
- 2008 "Premio Convivencia Sustentable ", assegnato dalla Fondazione Casa de la Paz, Santiago, Cile.
- 2008 Science and Practice of Ecology and Society Award, assegnato dalla "Resilience Alliance“.
- 2006 Medaglia d'oro della Camera di Commercio Industria, Artigianato Agricoltura di Padova - premio speciale del Lavoro e del Progresso Economico dei padovani che hanno onorato l'Italia nel Mundo.
- 2004 BBVA in Research in Conservation Award (in associazione con il team scientifico presso l'Istituto di Ecologia e biodiversità), BBVA Premio della Fondazione per la Spagna.
- 2004 Premio nazionale per la comunicazione scientifica, assegnato dalla CONICYT-Esplora, Cile (CONICYT-Scan)
- 1996-1998 U.S. Fulbright Scholar. Il lavoro di Ricardo Rozzi è stato collegato da Bron Taylor all’ecologia spirituale che ha sottolineato l'importanza dell’integrare la scienza della conservazione con la spiritualità della natura e l'etica ambientale.

Vedere anche Intervista Programma EXPLORA-CONICYT Cile ottobre 2013